# Récession du début des années 2000
La récession du début des années 2000 est une contraction de l'activité économique qui a touché certains pays développés. Cette récession a affecté les pays-membres de l'Union européenne en 2000-2001 et les États-Unis en 2002-2003. Plusieurs grands pays développés ont cependant évité cette récession, tel la Grande-Bretagne, le Canada, ou l'Australie. L'économie russe, très fragile tout au long des années 1990 et qui sortait à peine de la crise financière de 1998, a plutôt eu tendance à repartir au cours de cette période, tandis que la récession de l'économie japonaise continua.
Cette récession fut moins sévère que les deux précédentes dans les pays industrialisés, à tel point que le mot de récession est discuté concernant l'économie américaine dans la mesure où celle-ci n'a pas connu deux trimestres consécutifs de contraction du PIB.

## En Amérique du Nord

### Aux États-Unis

#### Contexte
Au cours des années 1990, l'économie américaine a connu une forte croissance, accompagnée d'une faible inflation et d'importantes créations d'emplois. Après la récession de 1990-1991, le chômage augmenta jusqu'à atteindre 7,8 % à la mi-1992. Cependant à partir de 1994, l'économie américaine connut une forte reprise et la croissance du PIB américaine demeura particulièrement forte et stable jusqu'à début-2000.

#### Retournement de la conjoncture
La fin des années 1990 est également marquée par une spectaculaire hausse des marchés boursiers en particulier des valeurs internet formant ainsi une bulle spéculative : la bulle internet. L'explosion de celle-ci à partir de mars 2000, en particulier l'effondrement du NASDAQ. La croissance du PIB américain s'est effondré au 3e trimestre de 2000 à son plus faible niveau depuis le premier trimestre de 1992.
Le National Bureau of Economic Research estime que la récession a commencé en mars 2001. C'est la première fois depuis mars 1992 que le PIB américain se contractait, marquant la fin de 10 années de croissance ininterrompue, la plus longue période de croissance de l'économie américaine au XXe siècle. Selon le NBER, l'économie américaine est restée en récession entre mars 2001 et novembre 2001 soit une période de huit mois, marquant le début du mandat de George W. Bush. Cependant, la définition de la récession par la NBER dans la mesure où la définition communément admise d'une récession économique (deux trimestres consécutifs de contraction de l'activité) n'est pas applicable dans le cas américain en 2001 du fait de la (faible) progression du PIB au 2e trimestre 2001.

#### Chute des marchés boursiers

Évolution du Dow Jones Industrial Average entre juillet 2001 et décembre 2001.

L'indice NASDAQ, qui comporte beaucoup de valeurs d'entreprises de la nouvelle économie, après avoir connu une augmentation fulgurante, atteint un niveau record le 10 mars 2000 à 5 132,52 en cours de séance. Cependant, la confiance des marchés commence à s'effriter à partir de mars 2000 et le NASDAQ entame une forte chute que ne se terminera qu'en 2002.
Le Dow Jones est quant à lui moins atteint par le crash du NASDAQ jusqu'aux attentats du 11 septembre 2001. Le marché boursier ferme jusqu'au 17 novembre 2001, date à laquelle l'indice connaît sa plus forte chute depuis sa création en 1896 en chutant de 684,81 points soit 7,1 %. L'indice rebondit à la fin-2001 et se stabilise début-2002 avant de chuter à nouveau dans les deux derniers trimestres de 2002. Il faut attendre la mi-2003 pour qu'un rebond durable du marché ait lieu.

#### Hausse du chômage
Le Département du Travail estime que 1 735 000 emplois ont été détruits en 2001 et à nouveau 508 000 en 2002. L'emploi ne redémarra qu'en 2003 où 105 000 emplois furent créés.
Le taux de chômage aux États-Unis augmenta très rapidement au cours de l'année 2001, il passa de 4,2 % en janvier 2001 à 5,7 % en janvier 2002. Le taux de chômage augmenta sans interruption (excepté en mai 2001) sur cette période et n'a jamais atteint à nouveau son niveau de décembre 2000. Il faut attendre juillet 2003 pour que le chômage baisse à nouveau durablement (et ce jusqu'à début-2007).

### Au Canada

#### Impact de l'explosion de la bulle internet et du11 septembre

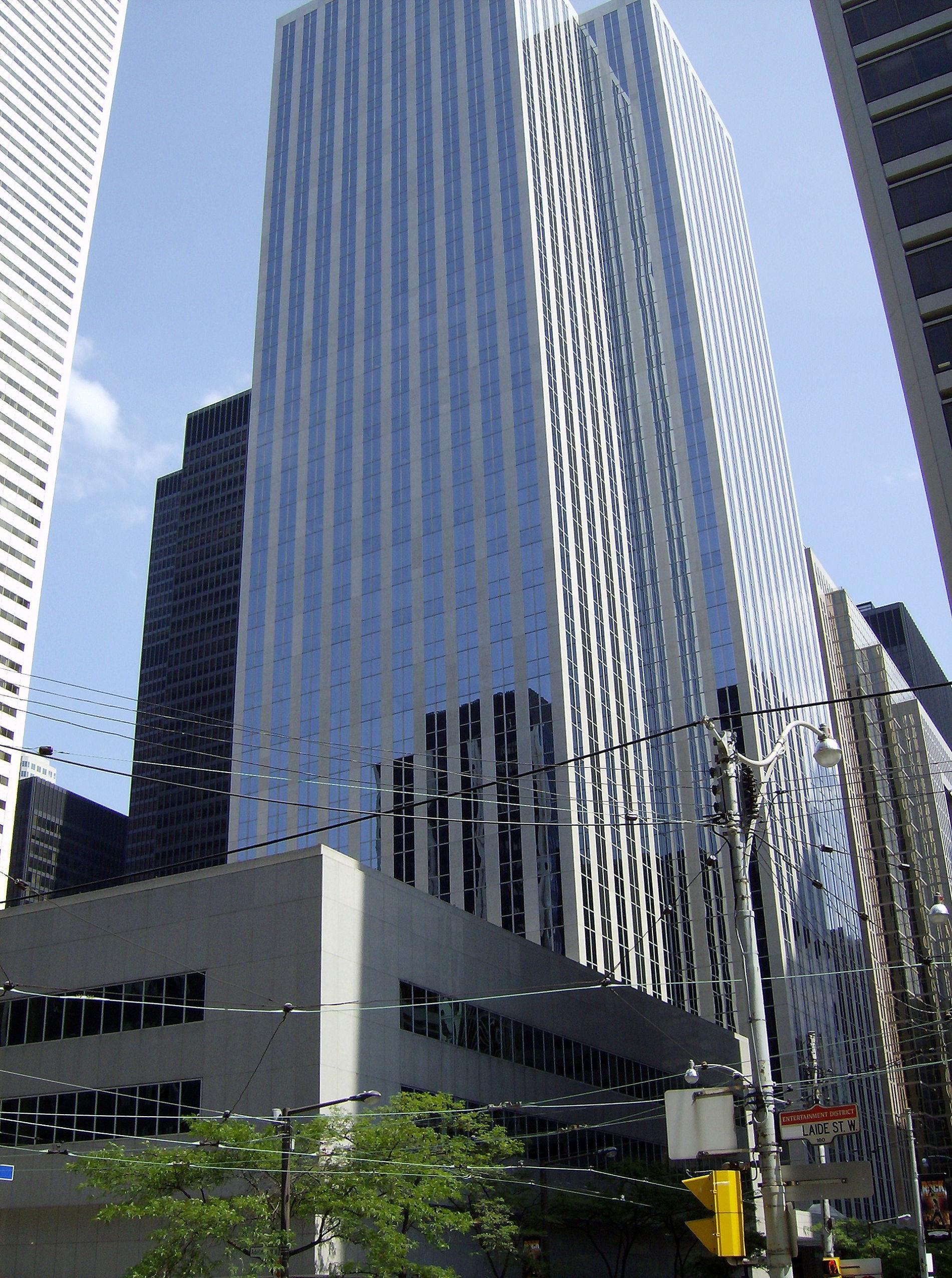
Le siège de la Bourse de Toronto en 2007.

L'économie canadienne est fortement liée à l'économie américaine, et les modifications de conjoncture aux États-Unis ont rapidement un impact sur l'économie canadienne. Les marchés boursiers canadiens ont été fortement impactés par l'effondrement des valeurs internet. De fait, l'envolée de l'indice TSX de la Bourse de Toronto dans les années 1990 a reposé principalement sur deux titres : Nortel et Bell Canada. Ces deux compagnies ont été fortement touchées par l'explosion de la bulle internet, en particulier Nortel qui fut obligé de procéder à d'importantes réduction d'effectifs. Les attentats du 11 septembre 2001 ont déstabilisé encore plus les marchés boursiers canadiens et furent dévastateurs vis-à-vis des compagnies aériennes qui connaissaient déjà des difficultés.

#### Une récession évitée
Cependant, l'économie canadienne fut plutôt épargnée par ces événements. La croissance du PIB a certes ralenti mais le Canada est parvenu à éviter une récession. Ce fut d'ailleurs la première fois où l'économie canadienne évita une récession à un moment où l'économie américaine y plongea. Le rythme rapide de création d'emploi des années 1990 se poursuivit.
| Année                              | 2000 | 2001 | 2002 | 2003 |
| ---------------------------------- | ---- | ---- | ---- | ---- |
| Croissance du PIB (en %)           | 5,18 | 1,77 | 3,01 | 1,80 |
| Taux de chômage (moyenne annuelle) | 6,8  | 7,2  | 7,7  | 7,6  |

## Dans l'Union européenne

Le taux directeur de la BCE est largement abaissé à partir de 2001.

Le contexte de récession intervient alors que l'euro est entré en circulation le 1er janvier 1999. Alors que le taux de change initial était de 1 € = 1,1 680 $, la valeur de l'euro face au dollar chuta fortement au cours de 1999 et 2000 et atteint un point bas le 26 octobre 2000 où 1 € = 0,8 252 $. À partir de 2002, la valeur de l'euro face au dollar commença à augmenter et le 15 juillet 2002, l'euro atteignit la parité avec le dollar puis la dépassa. La hausse de l'euro pénalisa les entreprises européennes pour deux raisons :
- La hausse de l'euro rendait leurs produits moins compétitifs à l'exportation.
- Leurs profits réalisés à l'étranger (notamment ceux libellés en dollars) perdaient en valeur du fait d'un taux de change rendu défavorable.

La Banque centrale européenne établit un taux directeur à 3 % au 1er janvier 1999 qui est abaissé trois mois plus tard à 2,5 %. À partir du 5 novembre 1999 la BCE décide de relever ses taux pour lutter contre l'inflation. Plusieurs relèvements successifs sont opérés au cours des années 1999 et 2000 et le taux directeur finit par atteindre 4,25 % le 6 octobre 2000.
L'éclatement de la bulle internet début-2001 et la dégradation de l'économie américaine stoppe ce mouvement. Pour atténuer le ralentissement de l'économie européenne la BCE décide de réduire son taux d'1⁄4 de points le 11 mai 2001 puis à nouveau le 31 août. Les attentats du 11 septembre déstabilisent les marchés financiers et la BCE agit énergiquement en réduisant d'1⁄2 point dès le 18 septembre. Devant la récession qui s'annonce la BCE décide de poursuivre sa politique de relâchement monétaire en 2002 puis à nouveau en 2003. L'économie mondiale touche son point bas début-2003 dans un contexte dégradé marqué par le déclenchement de la guerre en Irak. Le taux directeur de la BCE touche un point bas le 6 juin 2003 à 2 %. Ce taux restera inchangé jusqu'au 6 décembre 2005 malgré le rebond de la croissance européenne en 2004.
La BCE ne va pourtant pas aussi loin que la Réserve fédérale américaine qui abaisse son taux directeur à 1 % à la mi-2003.

### En France

#### Ralentissement de la croissance, dégradation de la situation des entreprises
La dégradation de la situation internationale, marquée par des tensions au Moyen-Orient et le déclenchement de la guerre en Irak, provoque un ralentissement de l'économie mondiale au début de l'année 2003. La France parvient à échapper à une récession grâce à une croissance meilleure que prévu au 4e trimestre (+0,4 %). Cependant avec une croissance limitée à 0,82 %, l'économie française affiche sa plus mauvaise performance depuis 1993. Frappées par une conjoncture internationale morose, les exportations françaises connaissent un recul historique (-2,1 %) alors que les importations augmentent à un rythme modéré (+0,9 %). C'est d'ailleurs en 2003 que la balance du commerce extérieur, excédentaire depuis le début des années 1990, devient déficitaire (4,29 milliards d'euros de déficit en 2003). Si la consommation des ménages résiste, l'investissement est affecté par la situation internationale et ne connaît une timide embellie qu'au dernier trimestre de 2003. L'investissement dans l'industrie connaît notamment une seconde année consécutive de reflux avec une baisse de 8 % de l'investissement dans l'industrie manufacturière après une baisse de 9 % en 2002,. Quelques indicateurs résistent cependant à la mauvaise conjoncture :
- Le taux de marge des sociétés non financières résiste bien à 32,5 % (contre 32,2 % en 2002)[6]
- Le nombre de défaillances d'entreprises augmente en 2003 (47 217 sur l'année) mais demeure beaucoup plus faible que pour la période 1993-1997[7]
- Le nombre des créations d'entreprises croît fortement et atteint son meilleur niveau depuis 1990[8]

#### Remontée du chômage
Le ralentissement de la croissance a un impact direct sur le marché du travail. Après une période de fort recul du chômage entre le début-1999 et le début-2001, le chômage commence à remonter à partir de la fin-2001. Cependant, malgré la dégradation de la conjoncture à la fin-2001 le nombre d'emplois créés entre mars 2001 et mars 2002 s'établit à 183 000 (contre 498 000 entre mars 2000 et mars 2001). C'est surtout le secteur tertiaire qui contribue positivement aux créations d'emplois (+193 000) alors que l'industrie a détruit 72 000 emplois sur la période.
Entre le 4e trimestre 2002 et le 4e trimestre 2003, le taux de chômage augmente de 0,8 point, ce qui représente 230 000 chômeurs de plus. Pour la première fois depuis 1993, le nombre d'emplois en France a reculé en 2003 (-67 000 emplois sur l'année). L'emploi public connait un important recul avec plus de 100 000 emplois supprimés sur un an. L'emploi privé présente une situation plus contrastée : si le nombre d'emplois à durée indéterminée augmente (84 000), le nombre de contrat à durée déterminée ou d'intérim baisse fortement (−73 000). Le nombre de recrutements recule aussi entre 2002 et 2003, le secteur de la construction demeure celui qui recrute le plus, suivi du secteur tertiaire. Le secteur de l'industrie continue de très peu recruter sur la période.

## Reprise économique

### En France
Il faut attendre 2004 pour que la conjoncture économique se stabilise dans un contexte économique mondial redevenu plus favorable. Les exportations enregistrent un bond de 3,1 % mais c'est surtout le redémarrage de la demande intérieure que tire la croissance. La consommation des ménages (+ 2,0 %) et l'investissement des entreprises (+ 2,8 %) repartent alors que l'inflation (+ 2,1 % en glissement annuel) reste maîtrisée. Seule ombre au tableau : de faibles créations d'emplois (20 000 postes sur l'année 2004) qui ne permet pas de réduire le chômage.

## Données statistiques

### Croissance du PIB dans les principaux pays industrialisés
Les statistiques de croissance de PIB fournies par la Banque Mondiale montrent une forte inflexion à partir de 2001 après une année 2000 faste. Excepté pour la Chine (dont la croissance demeure solide), la croissance des pays industrialisés recule fortement en 2001 et reste faible au cours de l'année 2002 notamment en Europe. Le rebond intervient en 2003 ou en 2004 pour les pays européens.
| Pays        | 1999  | 2000  | 2001 | 2002 | 2003  | 2004  |
| ----------- | ----- | ----- | ---- | ---- | ----- | ----- |
| Allemagne   | 1,99  | 2,96  | 1,70 | 0,00 | -0,71 | 1,17  |
| Canada      | 5,16  | 5,18  | 1,77 | 3,01 | 1,80  | 3,09  |
| Chine       | 7,62  | 8,43  | 8,30 | 9,09 | 10,02 | 10,08 |
| France      | 3,41  | 3,88  | 1,95 | 1,12 | 0,82  | 2,79  |
| Russie      | 6,40  | 10,00 | 5,09 | 4,74 | 7,30  | 7,18  |
| Japon       | -0,20 | 2,26  | 0,36 | 0,29 | 1,69  | 2,36  |
| Royaume-Uni | 3,11  | 3,80  | 2,76 | 2,49 | 3,34  | 2,49  |
| États-Unis  | 4,69  | 4,09  | 0,98 | 1,79 | 2,81  | 3,79  |
| Moyenne     | 4,02  | 5,07  | 2,86 | 2,82 | 3,38  | 4,12  |